# Wera Lindfors
Wilma Sofia "Wera" Lindfors, senare Lundahl, född 29 maj 1902 i Överkalix, död 19 juli 1986 i Hägerstens församling, var en svensk målare.
Lindfors studerade konst för Gunnar Asplund och under studieresor utomlands. Hennes konst består av barnporträtt och landskap med vida utsikter och dis. Hon är gravsatt i minneslunden på Skogskyrkogården i Stockholm.